# Harun ar-Raixid
Abu-Jàfar Harun ar-Raixid (àrab: أبو جعفر هارون الرشيد, Abū Jaʿfar Hārūn ar-Raxīd), més conegut simplement com a Harun ar-Raixid (Rayy, 27 de març del 763 o febrer del 766 - Tus, 24 de març del 809), fou el cinquè califa de la dinastia abbàssida de Bagdad. Governà des del 14 de setembre del 786 fins a la seva mort. El seu regnat representà l'apogeu de la seva dinastia i fou marcat per una gran prosperitat científica, cultural i religiosa. La seva reputació de geni intel·lectual, polític i militar el va fer protagonista de diversos contes i llegendes, els més coneguts dels quals són Les mil i una nits.

## Joventut
Era el tercer fill del califa al-Mahdi i el segon dels que aquest va tenir amb Khayzuran, una antiga esclava iemenita. Aviat va donar mostres del seu gust pel luxe i refinament. El seu tutor fou el barmàquida Yahya ibn Khàlid. El 779/780, va fer la primera expedició militar contra els romans d'Orient, que va acabar amb la conquesta de Samalu, i la segona el 781/782 en què va arribar al Bòsfor.
Després va exercir els governs d'Ifríqiya, Egipte, Síria, Armènia i Azerbaidjan, com una mena de virrei (amb un governador militar en el govern directe) i amb Yahya ibn Khàlid com a administrador efectiu. El 782 fou designat segon hereu.
L'agost del 785 el seu pare va morir camí a Gurgan, quan anava a veure l'hereu al-Hadi per imposar-li la renúncia al tron en favor del seu germà Harun ar-Raixid, el segon hereu. El camarlenc ar-Rabí va fer proclamar al-Hadí a Bagdad i una revolta que va esclatar a la capital, probablement instigada pels enemics d'al-Hadi, fou sufocada.
Al-Hadí volia eliminar de la successió el seu germà Harun, que romania sota tutela de Yahya ibn Khalid, que l'encoratjava a resistir. Harun va refusar renunciar i va acabar a la presó i amenaçat de ser executat. Tanmateix, sobtadament, al-Hadi va morir el 14 de setembre del 786, segons els rumors enverinat per Khayzuran, i Harun ar-Raixid va ser proclamat califa. Yhaya ibn Khalid va ocupar la posició de visir en l'administració fins al 803.

## Regnat
Va iniciar el regnat amb una amnistia de la qual va excloure els alides contra els quals va tenir una política bel·ligerant, tot i que la mort a la presó del pietós alida Mussa al-Kàdhim, que alguns li atribueixen, potser es va deure a causes naturals. Va tenir també una actitud hostil amb els dhimmis, és a dir, principalment els cristians acollits a la protecció de l'Islam, i va fer destruir les esglésies de la frontera romana d'Orient i, als dhimmis de Bagdad, els va obligar a vestir de manera distintiva.

### Revoltes
El regnat d'Harun fou ple de revoltes i incidents, com les revoltes dels khurramiyya en diversos llocs, especialment a Esfahan, revoltes considerades menors (fins a la gran revolta de Babek, ja mort Harun ar-Raixid). També la guerra civil a Síria entre les faccions mudarita i iemenita, en la qual l'exèrcit del califa va prendre partit. La situació va esdevenir seriosa i finalment el califa va enviar Ja'far ibn Yahya a la província, el qual va arreglar el conflicte i va desarmar els bàndols. Harun va establir (796) la seva residència a Ar-Raqqà, prop de la frontera, i alguns pensen que fou a causa de la situació a Síria, encara que no sembla gaire probable, i va complementar l'al-Thughur l'any 786 formant una segona línia defensiva al llarg del nord de Síria, l'al-Awàssim.
El hassànida Yahya ibn Abd-Al·lah al-Mahdí al Daylam, va liderar la revolta alida de 762 i 763. Fadl ibn Yahya, enviat a la zona, va negociar una amnistia i va aconseguir la submissió del rebel, que gaudia de molt de suport popular i dels prínceps locals; però el califa no va respectar el pacte i, cinc mesos després, va fer empresonar Yahya.
El 788, un net d'al-Hàssan ibn Alí, Idrís al-Àkbar, fugit al Magreb després del fracàs de la revolta alida al Tabaristan, va fundar la dinastia idríssida que va governar el Marroc.
La rebel·lió kharigita d'al-Walid ibn Tarif aix-Xari a Sistan es va estendre a Kirman i al Fars el 794, i va afectar tota al-Jazira. Els successius exèrcits del califa enviats a la zona foren derrotats; finalment, fou enviat Yazid ibn Màzyad aix-Xaybaní, de la mateixa tribu d'al-Walid, que va matar al-Walid i la rebel·lió es va extingir.
Al Iemen el cap himyarita al-Haysam ibn Abd al-Majid al-Hamdani cap al 798 es va aixecar per la severitat del governador Hammad al-Barbarí, mawla del califa. Finalment, el cap rebel i els principals dirigents foren capturats el 807 i enviats al califa, i foren executats. No gaire temps després, Hammad al-Barbarí fou revocat com a governador després de 13 anys.
Després de la mort del governador Yazid ibn Hàtim al-Muhal·labí l'ordre no s'havia pogut establir plenament a Ifríqiya i Hàrthama ibn Àyan, nomenat governador, va sufocar la revolta d'Abd Allah ibn al-Djarud a Kairuan en 795, però nous avalots van esclatar el 797 i, després de tres anys de governs dèbils, el califa va acordar concedir el govern a l'aglàbida Ibrahim ibn al-Àghlab, governador del Zab (795-800) i fill d'al-Àghlab ibn Sàlim at-Tamimí, que havia estat governador anteriorment (765-767), a canvi d'un tribut de 40.000 dinars a l'any.
Diverses revoltes locals van tenir lloc al Khorasan, on successius governadors no aconseguien la completa pau; només Abu al-Abbas al-Fazl ibn Sulayman al-Tusi (782-783) i al-Fadl ibn Yahya al-Barmaki (793-795) havien gaudit de pau i hi havien estabilitzat la situació, però amb Ali ibn Isa ibn Mahan (796-806) es van executar diversos notables a petició del poble, i es van cobrar taxes molt altes al camp, cosa que li va permetre enviar valuosos regals al califa i mantenir-se en el poder. Aquestes actuacions van causar alguna revolta, la principal fou la d'Abu l-Khasib Wuhayb ibn Abd Allah a Nasa (801) i la de Rafi ibn al-Layth ibn Nasr ibn Sayyar a Samarcanda (806). Aquesta darrera va obligar a cessar el governador Ali ibn Isa, però tot i així va agafar gran volada el 807/808. Harun ar-Raixid en persona, acompanyat dels seus dos fills al-Mamun i Salih, va marxar contra el rebel amb un exèrcit iraquià, però es va haver d'aturar a Tus a causa de la seva mala salut, que durant el viatge va empitjorar (novembre del 808). La revolta fou sufocada pel governador militar Harthama ibn Ayan.

## Conflictes amb els veïns
Els romans d'Orient van poder atrapar l'exèrcit d'Harun durant la invasió abbàssida de 782. El príncep abbàssida va demanar una treva, va detenir els alts enviats romans d'Orient i va obligar Irene d'Atenes a pactar una treva de tres anys i pagar un gran tribut anual de 90.000 dinars. La guerra amb els àrabs es va reprendre el 786 en va ocupar la fortalesa d'al Safsaf, mentre un cos expedicionari àrab arribava fins a Ankara, fins que la creixent pressió àrab i l'amenaça dels khàzars, que havien atacat Transcaucasia el 798 va provocar una altra treva el 798, en termes similars als del 782.
El 802, quan va pujar al tron l'emperador Nicèfor I el Logoteta, la guerra es va reprendre en negar-se a pagar el tribut que l'emperadriu Irene havia promès al califa. La deferència concedida a Carlemany fou vista com un insult per aquest califa qui, en revenja, va envair territori romà d'Orient el 803 dirigint en persona l'exèrcit àrab. Després de la derrota a la batalla de Krasos en 804, l'estiu de 805 Nicèfor va llançar la primera incursió romana d'Orient en dues dècades capturant Tars, que no va conservar, assetjant sense èxit Melitene, i instigant una rebel·lió contra la guarnició àrab local a Xipre. i el 806 va encapçalar una campanya a Anatòlia en la qual va conquerir Heraclea Cibistra i Tíana. Nicèfor, amenaçat pels búlgars, va demanar la pau, per la qual hauria de pagar un tribut anyal de trenta mil peces d'or, de les quals tres havien de ser pagades personalment per l'emperador i tres més de mans del seu fill Estauraci, però Nicèfor no va satisfer les condicions de l'acord i el 807 Harun va atacar Rodes i Xipre. A part d'això, va haver de fer front a diverses incursions contra el kanat khàzar.
Continuant amb la tendència iniciada pels seus predecessors immediats, Harun ar-Raixid va tenir contactes molt més regulars amb l'Imperi Romà d'Orient, amb intercanvi d'ambaixades i cartes molt més habituals que sota els governants omeies, signe que els abbàssides havien acceptat que l'Imperi Romà d'Orient era un poder amb el qual havien de tractar en igualtat de condicions. És ben conegut l'intercanvi d'ambaixades amb Carlemany, i l'emperador occidental va rebre els drets de protecció dels cristians de Jerusalem.
El 803 va eliminar la família dels barmàquides, per causes incertes però possiblement per estar cansat de la seva tutela.
La seva successió demostra que no fou un sobirà gaire capacitat: el seu fill al-Amín, per ser de pura sang haiximita de pare i mare, va ser posat en l'ordre de successió davant del seu germà gran Abu-l-Abbàs Abd-Al·lah al-Mamun, que era de mare esclava (792); Al-Mamun fou designat segon hereu el 799. El 802, les actes de la Meca (o convenció de la Kaba) d'Harun ar-Raixid van regular estrictament la successió, en què al-Mamun rebria la part oriental del califat supeditat al seu germà al-Amín, que en rebria la part occidental. Això fou, de fet, l'origen de la futura Guerra civil dels abbàssides.
Va morir a Tus el 24 de març del 809 i fou enterrat al palau d'Hamid ibn Qahtabi, governador del Khorasan, lloc més tard conegut com a Mashhad ('El lloc de martiri') pel martiri d'Imam Reza el 818.

## Matrimonis i descendència
La seva esposa principal fou Zubayda bint Jàfar, que es va casar amb Harun el 778; era neta del califa al-Mansur i cosina d'Harun, i va morir el 831. La segona muller fou Umm-al-Aziz. Al seu harem, es diu que hi havia fins a dues mil dones. Va deixar tretze fills (dels quals, 11 de dones esclaves) i 4 filles:
1. Abu-al-Abbàs Abd-Al·lah (califa al-Mamun 813-833)
2. Abu-Abd-Al·lah Muhàmmad (califa al-Amín 809-813), únic fill de Zubayda bint Jàfar
3. Qàssim al-Mútaman, hereu presumpte d'al-Mamun
4. Alí, únic fill d'Umm-al-Aziz
5. Sàlih
6. Abu-Ishaq Muhàmmad (califa al-Mútassim 833-842)
7. Abu-Issa Muhàmmad
8. Abu-Yaqub Muhàmmad
9. Abu-l-Abbàs Muhàmmad
10. Abu-Sulayman Muhàmmad
11. Abu-Alí Muhàmmad
12. Abu-Àhmad Muhàmmad
13. Nom desconegut